# Sasa palmata
La Sasa palmata és una espècie de bambú, del gènere Sasa de la família de les poàcies, ordre de les poals, subclasse de les commelínides, classe de les liliòpsides, divisió dels magnoliofitins.
És originari del Japó, on se l'anomena Okuyama-zasa.

## Característiques
El Sasa palmata és un bambú petit que no depassa els 3 metres d'alçària.
Les canyes són fines (10-15 mm), les fulles fan entre 20 i 28 cm de llarg i de 5 a 7 cm d'ample.
Resisteix el fred fins a -18 °C.